# Manoir du Ster
Le manoir du Ster est un édifice situé à Cléden-Poher en France.

## Localisation
Le manoir est situé sur le territoire de la commune de Cléden-Poher, dans le département du Finistère en région Bretagne.

## Description
La construction du manoir remonte probablement au début du XVIe siècle. Il n'est pas exclu que le logis soit la reconstruction d'un bâtiment plus ancien (fin XIVe siècle). L'ensemble a été profondément remanié et modifié au cours du XVIIe siècle et au XXe siècle. Le corps de logis conserve des fragments de fresques murales dans les deux pièces de l'étage, salle et chambre. Ce décor paraît dater du XVIe siècle.

## Historique
Le manoir est inscrit partiellement au titre des monuments historiques par arrêté du 2 février 2009.

## Protection
Éléments protégés : le manoir en totalité, à savoir le corps de logis occupant le côté est de la cour, à l'exclusion de toute autre partie ou dépendances.